# محمود عاشور
محمود عبد الغني محمود عاشور (22 يونيو 1938 - 2 يوليو 2018) هو عالم دين مسلم مصري، شغل منصب وكيل الأزهر الشريف في الفترة ما بين 1 يوليو 2000 و12 أغسطس 2003، وعضو مجمع البحوث الإسلامية بالأزهر، ولد في 22 يونيو 1938 بقرية البريجات بمركز كوم حمادة بمحافظة البحيرة، عُرف عنه أنه من أبرز الداعيين إلى التقريب بين المذهبين السني والشيعي. حصل على درجة الإجازة العالية من كلية اللغة العربية جامعة الأزهر بالقاهرة بتقدير جيد جدًا.

## الوظائف
- وكيل أول وزارة شئون الأزهر.
- وكيل الأزهر.
- عضو مجمع البحوث الإسلامية بالأزهر.
- عضو المجلس الاستشارى الأعلى للتقريب بين المذاهب الإسلامية بمنظمة الإيسيسكو.
- رئيس دار التقريب بين المذاهب الإسلامية بمصر.
- عضو في مجلس علماء ماليزيا الاستشاري.